# 친차 제도 전쟁
친차 제도 전쟁 또는 스페인-남아메리카 전쟁(스페인어: Guerra hispano-sudamericana)은 1865년부터 1879년까지 스페인과 옛 식민지인 페루, 칠레, 에콰도르, 볼리비아 사이에 벌어진 일련의 해안 및 해전이다. 이 분쟁은 이사벨 2세 치하의 스페인이 옛 남아메리카 식민지에 대한 영향력을 재확립하려는 일련의 시도 중 하나로, 구아노가 풍부한 친차 제도를 점령하면서 시작되었다. 이 전쟁에서는 스페인의 장갑 프리깃 누만시아를 포함한 장갑함이 사용되었는데, 누만시아는 세계를 일주한 최초의 장갑함이었다.

## 배경

1863년 페루의 구아노가 풍부한 친차 제도

이사벨라 여왕의 통치 기간 동안 군사비 지출은 크게 증가했고, 스페인은 세계에서 네 번째로 큰 해군 강대국으로 부상했다. 1850년대와 1860년대에 스페인은 모로코, 필리핀, 멕시코, 도미니카 공화국 등 전 세계에서 식민지 활동에 참여했으며, 도미니카 공화국은 잠시 재점령되기도 했다.
1862년 말, 스페인은 아메리카에 거주하는 스페인 시민들의 재정 및 법적 청구를 강화하려는 은밀한 목적으로 남아메리카 해역에 과학 탐험대를 파견했다. 탐험대는 핀손 형제의 직계 후손인 루이스 에르난데스-핀손 알바레스 제독의 지휘를 받았다. 핀손 형제는 일반적으로 유럽인에 의한 아메리카 대륙 발견으로 간주되는 크리스토퍼 콜럼버스의 항해에 동행했다. 핀손의 전대는 4척의 전함으로 구성되었는데, 쌍둥이 스크루 프리깃인 Nuestra Señora del Triunfo와 레솔루시온, 스크루 코르벳 벤세도라, 그리고 스크루 스쿠너 비르헨 데 코바동가였다.
스페인 함선들은 1863년 4월 18일 칠레 발파라이소 항에 도착했다. 스페인은 1840년대부터 칠레의 독립을 인정했고, 두 나라는 외교 관계를 유지해왔다. 탐험대는 정중하게 환영받았고, 제독은 지방 당국과 방문을 교환했다. 함선들은 1863년 7월 우호적으로 칠레를 떠나 페루로 향했다. 스페인이 1821년에 선언된 페루의 독립을 한 번도 인정하지 않았음에도 불구하고, 전대는 카야오 항에서 우호적인 환영을 받았다. 전대는 몇 주 동안 항구에 머물다가 미국 캘리포니아주 샌프란시스코로 항해했다.

## 탈람보 사건
1863년 8월 4일, 페루 라미바예케의 탈람보 아시엔다에서 사건이 발생했다. 자세한 내용은 단편적이지만, 이 사건은 스페인 거주민 두 명과 현지 시민 40명 사이에서 벌어진 싸움과 관련이 있다. 그 결과 스페인인 한 명이 사망하고 네 명이 부상을 입었다.
이 사건 소식이 핀손에게 전해지자, 그는 11월 13일 함대를 이끌고 페루로 돌아와 페루 정부에 사과하고 피해를 입은 스페인 국민에게 배상을 요구했다. 이에 대해 페루인들은 이 사건이 페루 사법 시스템에서 처리되어야 할 내부 경찰 문제이며 사과는 필요 없다는 입장을 취했다. 그 시점에서 마드리드의 스페인 정부는 독립 전쟁에서 발생한 페루 부채의 상환도 요구하기로 결정하고, 에우세비오 살라사르 이 마사레도 대표를 파견하여 페루 당국과 직접 문제를 해결하도록 했다.
살라사르는 1864년 3월에 왕실 특사라는 직함을 가지고 도착했다. 이는 페루 정부에 대한 의도적인 모욕이었는데, 특사는 독립 국가 간의 협상에서 통상적인 외교 접촉 수준인 대사가 아니라 식민지 관리였기 때문이다. 이러한 냉대는 페루 외무부 장관 후안 안토니오 리베이로 에스트라다와의 협상을 망쳤다.

## 친차 제도 점령

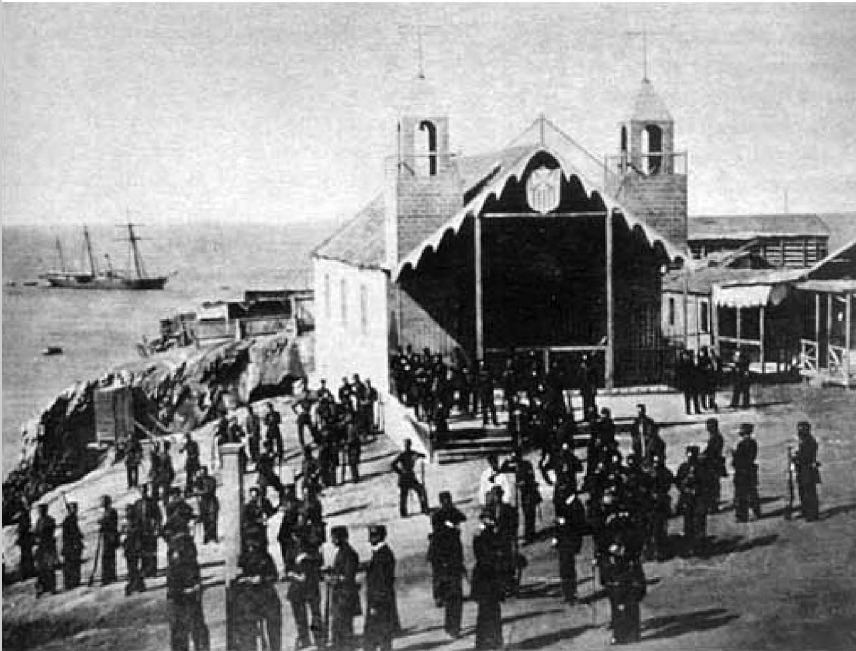
1864년 4월 14일 스페인 해병대가 페루의 친차 제도를 점령했다.

1864년 4월 14일, 페루가 배상금 지불을 거부한 것에 대한 보복으로 스페인 함대는 방어가 허술한 친차 제도를 점령했는데, 이 섬은 페루 구아노의 주요 공급원이었다. 스페인은 이 섬의 페루인 총독인 라몬 발레 리에스트라를 레솔루시온 호에 구금하고, 400명의 해병대로 섬을 점령한 뒤 스페인 국기를 게양했다. 스페인은 친차 제도가 페루의 주요 경제 자산이자 정부 연간 수입의 거의 60%를 생산했기 때문에 중요한 협상 카드라고 보았다.
스페인 전대는 또한 주요 페루 항구를 봉쇄하여 상업을 방해하고 라틴 아메리카 전역에 높은 수준의 불만을 조성했다. 스페인은 페루로부터의 저항이 거의 없을 것으로 예상했으며, 페루의 군사력이 미미하다고 믿었다. 심지어 지브롤터를 영국령으로 교환하는 제안도 잠시 고려되었다. 봉쇄 기간 동안 트라이움포는 우발적인 화재로 파괴되었다.
새로운 스페인 총리 라몬 마리아 나르바에스는 핀손이 취한 일방적인 조치를 불승인하고, 그를 해군부 장관이었던 후안 마누엘 파레하 부제독으로 교체했다. 파레하는 페루에서 태어났고, 그의 아버지인 안토니오 파레하 준장은 1813년 칠레 독립 전쟁 당시 스페인을 위해 싸우다가 칠레에서 사망했다. 나르바에스의 화해적인 의견은 곧 바뀌었고, 그는 태평양 함대를 강화하기 위해 추가로 4척의 전함을 파견했다.
파레하는 1864년 12월 페루에 도착하여 페루 대통령 후안 안토니오 페제트의 특사였던 마누엘 이그나시오 데 비반코 장군과 즉시 협상을 시작했다. 비반코-파레하 조약은 1865년 1월 27일 스크루 프리깃 Villa de Madrid 함상에서 체결되었다. 페루의 대중 여론은 이 조약을 국가적 명예에 해로운 것으로 간주했다. 페루 의회가 조약 비준을 거부하자 전반적인 봉기가 일어났고, 11월 7일 페제트 정부는 무너졌다.

## 칠레와의 전쟁
한편, 볼리비아, 칠레, 에콰도르를 비롯한 여러 남아메리카 국가에서 반스페인 정서가 고조되었다. 페루와 그 주변국들은 여전히 스페인 제국을 재확립하려는 시도를 암시할 수 있는 어떠한 움직임에도 경계심을 늦추지 않았다. 이러한 의심의 분위기 속에서 스페인 포함 벤세도라가 석탄 보급을 위해 칠레 항구에 정박했을 때 호세 호아킨 페레스 대통령이 석탄은 교전국에 판매할 수 없는 전쟁 물자라고 선언한 것은 누구에게도 놀라운 일이 아니었다.
스페인 입장에서는 칠레의 석탄 금수 조치가 칠레가 더 이상 중립국이 아니라는 증거로 받아들여졌다. 이는 페루인 증기선 두 척이 무기와 칠레인 자원봉사자들을 싣고 발파라이소 항을 떠나 페루로 향한 후 더욱 강화되었다. 이에 호세 마누엘 파레하 부제독은 강경한 입장을 취하며 페루에 부과된 제재보다 더 강력한 제재를 칠레에 요구했다. 그는 전대에서 목선 네 척을 분리하여 칠레로 파견하고, 누만시아와 코바동가는 카야오를 경비하도록 남겨두었다.
파레하는 1865년 9월 17일 자신의 기함 빌라 데 마드리드 호를 타고 발파라이소에 도착했다. 그는 스페인 국기에 21발의 예포를 발사할 것을 요구했다. 그는 고의적으로 칠레 국경일 (9월 18일) 전날에 요구를 제시했다. 이러한 상황에서 칠레인들은 거부했고, 일주일 후인 9월 24일 전쟁이 선포되었다.
나르바에스의 뒤를 이은 새로운 스페인 총리 레오폴도 오도넬은 파레하에게 철수를 명령했지만, 스페인 제독은 직접적인 명령을 무시하기로 했다. 상륙 병력이 없었기 때문에 그는 칠레의 주요 항구를 봉쇄하기로 결정했다. 그러나 칠레의 1,800 마일 (2,900 km)에 달하는 해안선을 봉쇄하려면 파레하가 보유한 함대보다 몇 배나 큰 함대가 필요했기 때문에 이 조치는 실행 불가능했다. 하지만 발파라이소 항구 봉쇄는 칠레와 외국 모두의 이익에 막대한 경제적 피해를 입혔고, 미국과 영국의 해군은 갈등에서 중립을 유지했음에도 불구하고 공식적인 항의를 발표했다.

### 파푸도 해전
칠레와 페루가 공식적으로 동맹을 맺기도 전에 스페인은 1865년 11월 26일 파푸도 해전에서 굴욕적인 해전 패배를 겪었다. 이 전투에서 칠레 코르벳함 에스메랄다는 스페인 스쿠너 코바동가를 나포하여 승무원들을 포로로 잡고 제독의 전쟁 서신을 압수했다. 이러한 굴욕은 파레하에게 너무나 큰 충격이어서 그는 이틀 후 자신의 기함에서 자살했다. 태평양에 주둔한 스페인 함대의 총사령관은 카스토 멘데스 누녜스 준장이 맡았고, 그는 곧 해군 소장으로 승진했다.

## 페루, 에콰도르, 볼리비아와의 전쟁

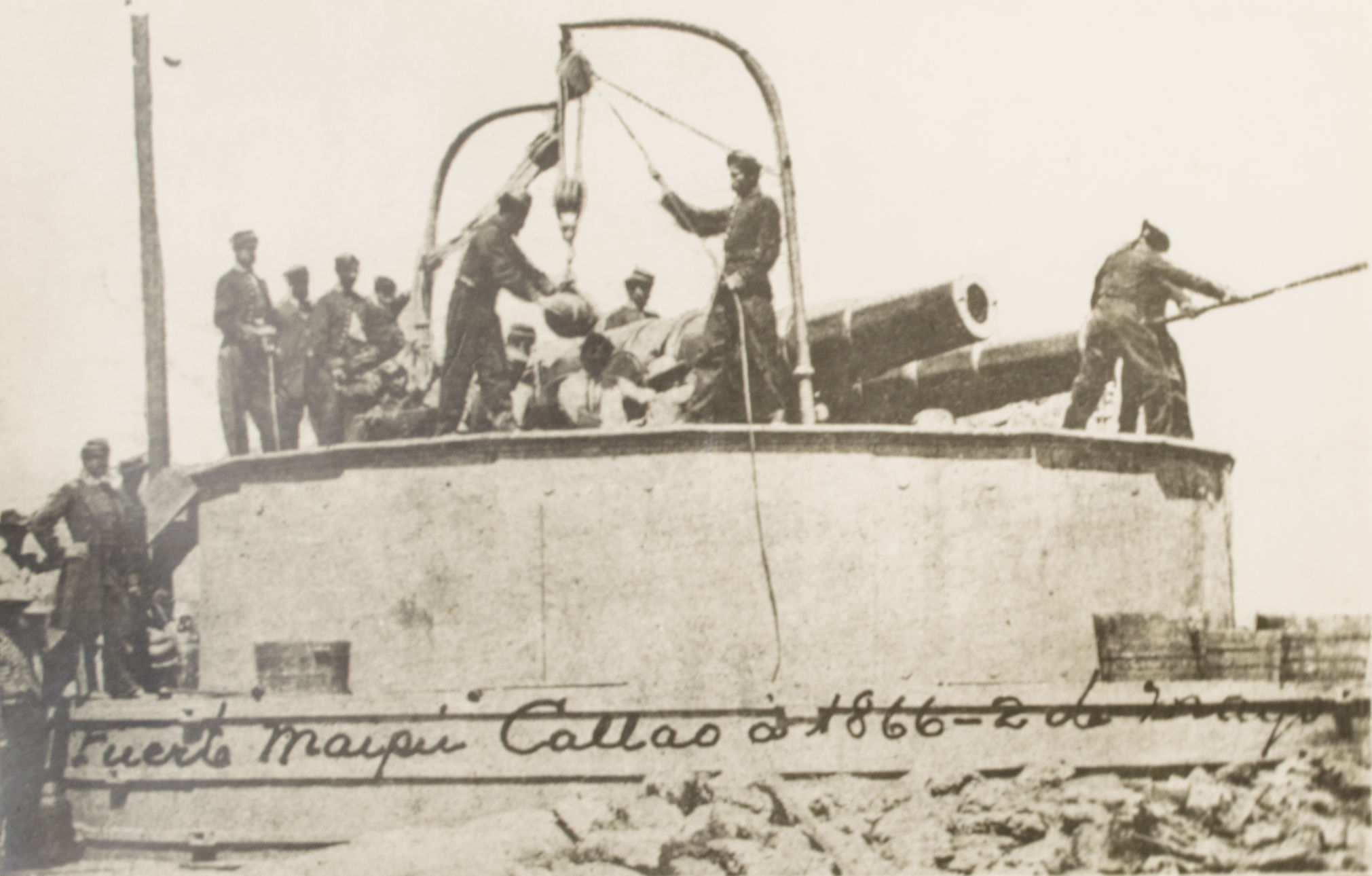
카야오 해전 당시 페루 포병대

1865년 11월 7일, 스페인에 대한 전쟁 선포를 꺼리고 비반코-파레하 조약 서명으로 인한 비난 때문에 페루 대통령 후안 안토니오 페제트는 사임할 수밖에 없었다. 그의 후임으로는 페드로 디에스 칸세코 장군이 부통령으로 취임했다.
디에스 칸세코 또한 스페인과의 전쟁을 피하려 했고, 이 또한 불과 20일 만에 그의 몰락으로 이어졌다. 11월 26일, 민족주의 운동의 지도자 마리아노 이그나시오 프라도 장군이 칸세코를 해임했다. 새 정부는 즉시 칠레와의 연대를 선언하고 스페인에 전쟁을 선포하여 페루의 국가적 명예를 회복하겠다고 밝혔다.
칠레와 페루는 1865년 12월 5일 스페인에 대항하는 동맹을 공식적으로 체결했다. 페루 의회는 1월 12일 동맹을 비준했으며, 이틀 후 페루는 마침내 스페인에 전쟁을 선포했다. 칠레 해군은 약했고 거의 존재하지 않았다. 칠레 동맹을 강화하기 위해 리사르도 몬테로 대위가 지휘하는 페루 전대가 즉시 남쪽으로 파견되었다. 전대에 포함된 함선으로는 증기 프리깃 아마소나스와 아푸리마크가 있었다.
에콰도르는 1866년 1월 30일 스페인에 전쟁을 선포하면서 동맹에 합류했다. 마리아노 멜가레호 장군 지휘 아래 볼리비아도 1866년 3월 22일 전쟁을 선포했다. 이러한 움직임으로 콜롬비아 남부의 남아메리카 태평양 연안 모든 항구는 스페인 함대에 폐쇄되었다. 아르헨티나는 파라과이와의 전쟁에 얽혀 있었기 때문에 동맹에 참여하기를 거부했다.

### 압타오 해전
스페인의 멘데스 누녜스 제독은 가장 강력한 함선 두 척(프리깃 빌라 데 마드리드와 Reina Blanca)을 남쪽으로 보내 연합 칠레-페루 함대를 파괴하도록 했다. 연합 전대는 페루 대위 마누엘 비야르의 지휘 아래 칠레 남부 칠로에 만 근처의 잘 보호된 만인 압타오에 피신해 있었다. 스페인 전대는 1866년 2월 7일 만 입구에 나타났지만, 얕은 곳에서 장갑함이 좌초될 위험을 피하기 위해 진입하지 않았다. 몇 시간 동안 이어진 포격전은 큰 효과 없이 교환되었다. 정박해 있었고, 증기도 없었으며, 일부 함선은 엔진 정비 중이었음에도 불구하고 연합군은 강력하게 싸웠다. 마누엘 톰슨 중위 지휘 아래 코바동가는 섬 너머로 발포하여 레이나 블랑카에 여러 발을 명중시켰다. 전투는 더 이상의 진전 없이 결정되지 않은 채 끝났다. 얕은 물에 진입하기를 꺼렸고 장거리 포격전이 탄약 낭비에 불과하다는 것을 깨달은 스페인 사령관들은 철수했다.
윌리엄스와 에스메랄다는 전투 당일 정박지에 없었다. 준장은 석탄 보급을 위해 안쿠드로 항해했다. 발파라이소로 돌아오던 중, 스페인 전대는 새로운 페루 철갑함인 Huáscar와 Independencia의 승무원을 수송하던 칠레 증기선인 Paquete del Maule를 나포했다.

### 발파라이소 포격
스페인군은 지상군을 공격할 수 없었고, 연합 전대와 해상에서 교전하려는 시도는 좌절되었다. 스페인 함대는 고립되어 보급품이 부족했고 승리에 대한 희망을 잃어가고 있었다. 칠레 정부가 스페인 함대와 통신하는 모든 선박을 칠레 항구에서 금지하자, 멘데스 누녜스 제독은 연합 항구에 대한 징벌적 조치를 취하기로 결정했다. 스페인 함대는 3월 31일 발파라이소 시와 항구를 포격하고 불태웠으며, 칠레 상선을 파괴했다. 총 33척의 선박이 불타거나 침몰했다. 칠레 상선에 대한 피해는 엄청났다. 12년 후에도 칠레 국적 선박의 총 톤수는 1865년의 절반에도 미치지 못했다.

### 카야오 해전

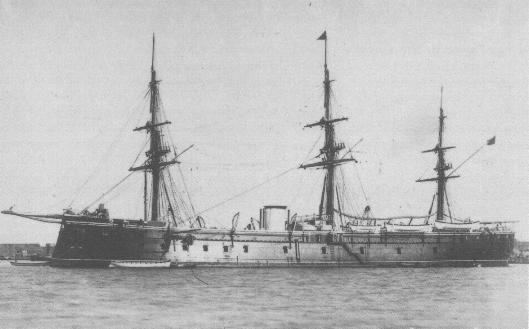
스페인 함대의 기함인 누만시아

발파라이소와 같이 무방비 상태의 목표물을 파괴하고 압타오에서의 불확실한 결과에 불만을 품은 멘데스 누녜스 제독은 전술을 바꾸어 강력하게 방어된 항구를 공격하기로 결정했다. 그 결과, 그는 페루 항구 도시 카야오로 향했다. 카야오 해전은 5월 2일에 발생했으며, 양측 모두 승리를 주장했다. 페루 방어군은 스페인군이 남아메리카에서 잃었던 권위와 명성을 되찾는 것을 막았고, 페루에 대한 요구를 강요하지 못하게 했으며, 스페인 함대가 철수하도록 강요했다고 주장했다. 이는 페루 대포가 전투의 마지막 발사를 했으므로 기술적으로는 옳았다. 스페인군은 옛 식민지에 대한 징벌을 가했다고 주장했다. 스페인 포격은 방어 시설에 제한적인 피해만을 입혔고, 카야오 자체의 대부분의 대포, 포병, 건물은 전투에서 온전하게 살아남았다.

## 전후
옛 식민지를 재탈환하려는 스페인의 음모에 대한 의혹이 사실에 근거한 것이었는지는 알려지지 않았다. 남아메리카의 많은 사람들은 스페인이 라틴 아메리카에 간섭하고 친차 제도를 점령한 것을 스페인이 이전 식민지에 대한 영향력을 재확인하려는 장기적인 음모의 증거로 보았다. 반면에 스페인이 보낸 병력은 상륙 병력이 미미한 소규모 함대에 불과했으며, 그 의도는 귀중한 비료 자원을 얻기 위해 섬을 점령하고 손실된 스페인의 위신을 회복하는 것일 수도 있었다. 갈등의 이유가 무엇이든, 스페인은 그들의 입장을 유지하는 것이 불가능하다는 것을 알게 되었다. 콜롬비아 남부의 모든 항구가 석탄 공급과 보급을 위해 폐쇄되자, 스페인 함대는 남아메리카 해안선 순찰을 중단하고 친차 제도를 비웠으며, 세계 일주를 통해 필리핀을 거쳐 스페인으로 돌아갔다.
다음 몇 년 동안, 스페인과 공화국들은 공식적으로 전쟁을 종식시키는 평화 조약을 체결했다.
- 페루와: 1879년 4월 14일
- 볼리비아와: 1879년 8월 21일
- 칠레와: 1883년 6월 12일
- 에콰도르와: 1885년 1월 28일

### 기념
스페인 마드리드의 칼레 델 파시피코("태평양 거리", 현재 Avenida de la Ciudad de Barcelona)는 이 전역의 이름을 따서 명명되었다.
이 거리는 한 동네와 지하철역의 이름이 되었다.

## 전투 서열

### 스페인
총사령관
- 루이스 에르난데스 핀손 부제독 (1863년–1864년)
- 호세 마누엘 파레하 부제독 (1864년–1865년)
- 카스토 멘데스 누녜스 소장 (1865년–1866년)

| 함선                            | 톤 (L.톤)   | 속력 (노트)               | 장갑 (인치) | 주요 대포                                                                          | 건조 연도   | 비고                                                       |
| 장갑 프리깃                     | 장갑 프리깃 | 장갑 프리깃               | 장갑 프리깃 | 장갑 프리깃                                                                        | 장갑 프리깃 | 장갑 프리깃                                                |
| ------------------------------- | ----------- | ------------------------- | ----------- | ---------------------------------------------------------------------------------- | ----------- | ---------------------------------------------------------- |
| 누만시아                        | 7,500톤     | 12 노트 (22 km/h; 14 mph) | 5½ 철갑벨트 | 34문 200mm 포                                                                      | 1863        | 당시 세계에서 가장 강력한 함선 중 하나.                    |
| 스크루 프리깃                   |             |                           |             |                                                                                    |             |                                                            |
| Villa de Madrid                 | 4,478톤     | 15 노트 (28 km/h; 17 mph) | –           | 30문 200mm 포 14문 160mm 포 2문 150mm 곡사포 2문 120mm 포 2문 80mm 포              | 1862        |                                                            |
| Almansa                         | 3,980톤     | 12 노트 (22 km/h; 14 mph) | –           | 30문 200mm 포 14문 160mm 포 2문 150mm 곡사포 2문 120mm 포 2문 80mm 포              | 1864        | 카야오 해전 며칠 전인 1866년 4월 태평양에 도착             |
| Reina Blanca                    | 3,800톤     | 12 노트 (22 km/h; 14 mph) | –           | 68문 포                                                                            | 1864        |                                                            |
| Berenguela                      | 3,800톤     | 12 노트 (22 km/h; 14 mph) | –           | 36문 포                                                                            | 1864        |                                                            |
| 레솔루시온                      | 3,100톤     | 11 노트 (20 km/h; 13 mph) | –           | 1문 220mm 포 20문 200mm 포 14문 160mm 포 2문 150mm 곡사포 2문 120mm 포 2문 80mm 포 | 1861        |                                                            |
| 누에스트라 세뇨라 델 트라이움포 | 3,100톤     | 11 노트 (20 km/h; 13 mph) | –           | 1문 220mm 포 20문 200mm 포 14문 160mm 포 2문 150mm 곡사포 2문 120mm 포 2문 80mm 포 | 1861        | 1864년 11월 25일 저녁 피스코 해상에서 우발적인 화재로 손실 |

증기 스쿠너
- 벤세도라, 1861년 건조; 중량 778톤; 속력 8 노트 (15 km/h; 9 mph); 무기 2문 200mm 회전포 및 2문 160mm 포.
- 비르헨 데 코바동가, 1864년 건조; 중량 445톤; 속력 8노트; 무기 측면에 2문 200mm 회전포, 선수에 1문 160mm 회전포. 1865년 11월 26일 파푸도 해전에서 칠레에 의해 나포되었다.

증기선
- 마르케스 데 라 빅토리아 – 3문 포

항해 수송선
- 콘수엘로
- 마타우라

### 페루
총사령관
- 리사르도 몬테로 대위
- 마누엘 비야르 대위

스크루 프리깃

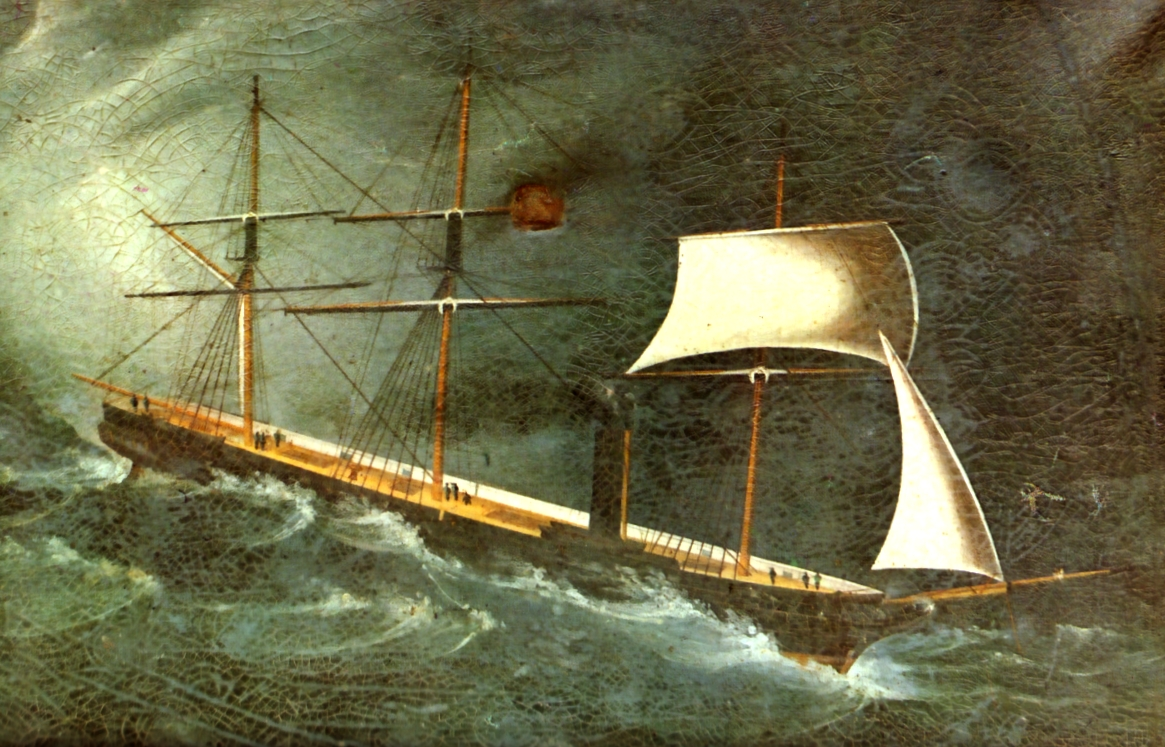
스크루 프리깃 아마소나스

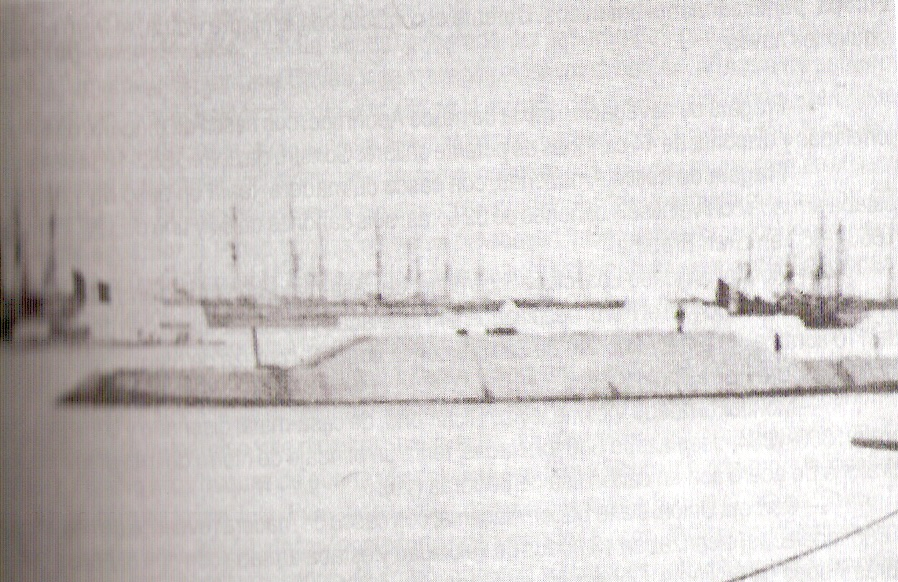
1864년 카야오 항에서 개조 후 장착 중인 로아

- 아푸리마크 – 1854년 건조; 중량 1,666톤; 속력 9.43 노트 (17 km/h); 무기 34문 포[10]
- 아마소나스 – 1851년 건조; 중량 1,743톤; 속력 9.43 노트 (17 km/h); 무기 33문 200mm 포 – 1886년 1월 15일 푼타 킬케 근처 압타오에서 좌초되었다.

증기 스쿠너
- 툼베스 – 1854년 건조; 중량 250톤; 속력 7 노트 (13 km/h); 무기 2문 68파운더 포

증기선
- 찰라코 – 1864년 건조 – 2문 포
- 콜론 – 1864년 건조 – 2문 포

장갑 모니터
- 로아 – 1854년 건조, 1864년 장갑함으로 개조 명령;[11] 중량 648톤; 속력 10 노트 (19 km/h); 무기 4문 32파운드 포[12]
- 빅토리아 – 1865년 건조; 1문 포

### 칠레
총사령관
- 후안 윌리엄스 레볼레도 대위

#### 코르벳
- 에스메랄다 – 1854년 건조, 중량 854톤, 속력 8노트 (14.82 km/h), 2문 12파운드 보트포, 16문 32파운드 활강식 전장포, 4문 32파운드 활강식 전장포로 무장.

증기 스쿠너
- 비르헨 데 코바동가 – 1864년 건조; 중량 445톤; 속력 8노트 (15 km/h); 무기 측면에 2문 200mm 회전포, 선수에 1문 160mm 회전포. 1865년 11월 26일 파푸도 해전에서 칠레에 의해 나포되었다.

수송선
- 파케테 델 마울레 – 스페인에 의해 나포; 속력 13 노트 (24 km/h); 무장 2문 포.

#### 증기선
- 마이푸 – 1855년 영국에서 건조; 1857년 취득; 배수량 450톤; 속력 8노트; 1문 68파운드 포와 4문 32파운드 포로 무장
- 라우타로 – 1852년 건조; 1865년 페루에서 칠레에 전쟁용으로 증여; 배수량 450톤

## 내용주
1. 1 2 3 4  Tucker 1967, 1431쪽.
2. 1 2 3  “Triunfo (1862)”. 《todoavante.es》 (스페인어). 2022년 3월 27일. 2025년 2월 6일에 확인함.
3. 1 2 3  “Resolucion (1862)”. 《todoavante.es》 (스페인어). 2023년 4월 9일. 2025년 2월 7일에 확인함.
4. ↑  Guinot 2009, 307–308쪽.
5. ↑  Burr 1967, 97쪽.
6. ↑  Farcau 2000, 17쪽.
7. ↑  NYT staff & April 10, 1866.
8. ↑  NYT staff & May 6, 1866.
9. ↑  Davis, William Columbus (1950). 《The Last Conquistadores》. 332쪽.
10. ↑  Old Peruvian Ships.
11. ↑  Moore 1898, 1651쪽.
12. ↑  Chesneau and Kolesnik 1979.

## 더 읽어보기
- Barros Arana, Diego (1884–1902). 《Historia Jeneral de Chile》 (스페인어). I-XVI. Santiago, Chile: Rafael Jover. ISBN 9780598482358.
- García Martínez, José Ramón (1997). “La Campaña del Pacífico (1862–1866)” (PDF). 《Revista de Marina》 (스페인어). 2009년 6월 17일에 원본 문서 (PDF)에서 보존된 문서. 2010년 1월 1일에 확인함.
- López Urrutia, Carlos. “Chile: A Brief Naval History”. 《Historical Text Archive》. 2010년 1월 1일에 확인함.
- NYT staff (2008년 5월 30일). “Peru guards its guano as demand soars in 2008”. 《The New York Times》 (New York, New York). 2010년 1월 2일에 확인함.
- “España y la Guerra del Pacífico” (스페인어). 2009년 12월 11일에 원본 문서에서 보존된 문서. 2010년 1월 2일에 확인함.
- “Guerra del Pacífico – 1864–1865 Conflicto de España contra Chile y Perú”. 《Historia y Arqueologia Marítima》 (스페인어). 2010년 1월 2일에 확인함.
- “Liberation of the Chinchas”. 2008년 3월 12일에 원본 문서에서 보존된 문서. 2010년 1월 2일에 확인함.
- “The War with Spain of 1865–1866”. 2007년 12월 31일에 원본 문서에서 보존된 문서. 2010년 1월 2일에 확인함.